# Wesmaelia decurta
Wesmaelia decurta är en stekelart som beskrevs av Papp och Chou 1995. Wesmaelia decurta ingår i släktet Wesmaelia och familjen bracksteklar. Inga underarter finns listade i Catalogue of Life.